# مواد حیاتی

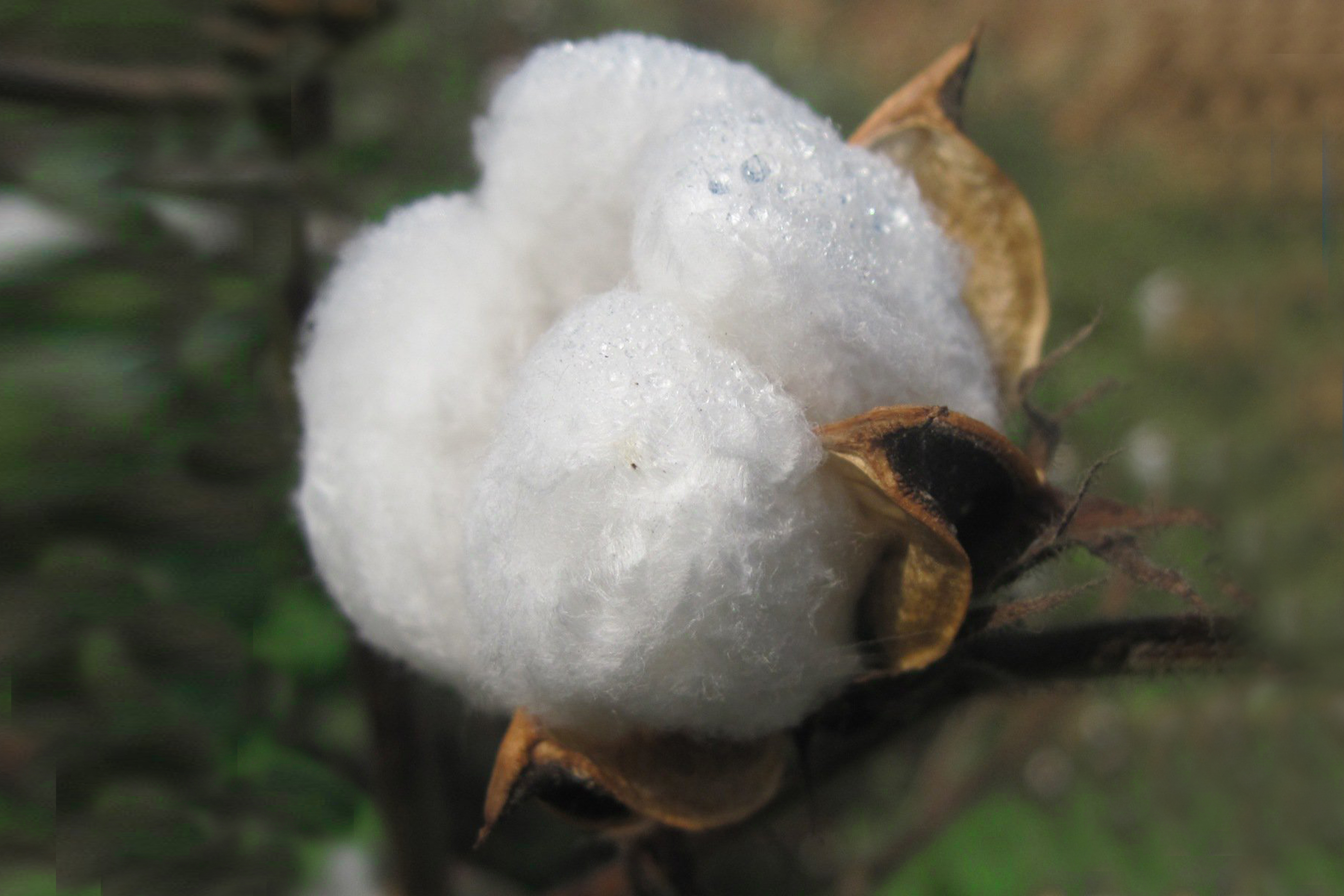
پنبه یک ماده حیاتی

مواد حیاتی یا مواد بیولوژیکی تنها موادی هستند که از موجود زنده گرفته شده‌اند. بیشتر این مواد شامل کربن هستند و امکان پوسیده شدن دارند.
برای مثال: چوب، نایلون، نی، خاک، پوست درختان، نفت خام، پنبه، تار عنکبوت، کیتین، فیبرین و استخوان.
استفاده از مواد زنده، زنده و مواد فرآوری شده (مواد زیستی مبتنی بر) به عنوان مواد طبیعی جایگزین، بیش از مواد مصنوعی محبوب است برای کسانی که به محیط زیست اهمیت می‌دهند چون این مواد اغلب تجزیه پذیر، قابل بازیافت و مراحل فرایند عموماً قابل قبول است و کمترین اثرات زیست محیطی را دارد. به هرحال، همهٔ مواد زنده با محیط زیست سازگار نیستند، مانند آنهایی که نیاز به سطوح بالای فرایندهای شیمیایی دارند برداشتشان قابل قبول نیست یا برای تولید محصولات کربنی از آنها استفاده می‌شود.
وقتی که منبع مواد زنده اهمیت کمتری نسبت به محصول شده از خود آن دارد مثل تولید سوخت زیستی، مواد زنده معمولاً «زیست توده» نامیده می‌شوند. خیلی از محصولات منابع بیولوژیکی دارند، و ممکن است به سوخت‌های فسیلی یا زیستی تقسیم شوند.
در علم خاک مواد زنده است که اغلب بعنوان مواد آلی گفته می‌شود. مواد زنده در خاک عبارتست از، glomalin، dopplerite و اسید هیومیک. برخی از مواد زنده ممکن است بعنوان مواد آلی در نظر رفته شود. ترکیبات آلی مانند پوسته یک صدف، که جز یکی از ضروری‌ترین موجوادت زنده است اما دارای مقدار کمی کربن آلی نیز است.
نمونه‌هایی از موارد مورد استفاده:
- مواد و مصالح ساختمانی
- لباس
- تولید انرژی
- مواد غذایی
- پزشکی
- جوهر
- کمپوست و مالچ